# Branchellion parkeri
Branchellion parkeri is een ringworm uit de familie van de Piscicolidae. De wetenschappelijke naam van de soort is voor het eerst geldig gepubliceerd in 1949 door Richardson.